# 1925 en philosophie
Chronologie de la philosophie
- 1921
- 1922
- 1923
- 1924
- 1925
- 1926
- 1927
- 1928
- 1929

L’année 1925 a été marquée, en philosophie, par les événements suivants :

## Événements
- Création du Royal_Institute_of_Philosophy (en).

## Naissances
- 20 mars : Takeshi Umehara, philosophe japonais, mort en 2019.

## Décès
- 12 juin : Henri Joly, philosophe et sociologue français, né en 1839, mort à 85 ans.